# المسنى (المكلا)

تعديل مصدري - تعديل

المسنى هي إحدى قرى عزلة المكلا بمديرية المكلا التابعة لمحافظة حضرموت، بلغ تعداد سكانها 630 نسمة حسب تعداد اليمن لعام 2004.